# Buczkowice (gmina)
Buczkowice est une gmina rurale du powiat de Bielsko-Biała, Silésie, dans le sud de la Pologne. Son siège est le village de Buczkowice, qui se situe environ 12 km au sud de Bielsko-Biała et 59 km au sud de la capitale régionale Katowice.
La gmina couvre une superficie de 19,33 km2 pour une population de 10 580 habitants.

## Géographie
La gmina inclut les villages de Buczkowice, Godziszka, Kalna et Rybarzowice.
La gmina borde la ville de Szczyrk et les gminy de Lipowa, Łodygowice et Wilkowice.

## Personnalités liées
- Jan Pietraszko (1811-1988), né à Buczkowice, aumônier des jeunes, évêque auxiliaire de Cracovie, vénérable catholique.